# قرية الخرشة (عبس)

تعديل مصدري - تعديل

قرية الخرشة هي إحدى قرى عزلة الوسط بمديرية عبس التابعة لمحافظة حجة، بلغ تعداد سكانها 69 نسمة حسب تعداد اليمن لعام 2004.